# Søren Søndergaard (landmand)
 Der er flere personer med dette navn, se Søren Søndergaard (flertydig).
Søren Søndergaard (født 25. november 1979) er formand for erhvervsorganisationen Landbrug & Fødevarer. Dette er en post, som han blev valgt til i november 2020. Søndergaard har været selvstændig landmand siden 2003, og har en baggrund som uddannet agrarøkonom fra Vejlby Landbrugsskole i Aarhus.
Han er født og opvokset som femte generation på Baldershave ved Randbøl mellem Vejle og Billund. Gården har været ejet af familien siden 1877, og Søndergaard driver i dag gården sammen med sin familie.
Søren Søndergaard var indtil 2020 næstformand for Landbrug & Fødevarer Svineproduktion, formand for rådgivningsvirksomheden Sagro og regionsvalgt medlem af Primærbestyrelsen siden 2017.

## Baggrund
- 2000: Værnepligtig som kampinformationsgast i Søværnet
- 2004: Uddannet agraøkonom fra Vejlby Landbrugsskole
- 2009-2021: Bestyrelsesmedlem i Jysk Landbrug
- 2011-2016: Bestyrelsesmedlem og formand i Jysk Landbrugsrådgivning
- 2013-2020: Bestyrelsesmedlem og næstformand i Landbrug & Fødevarer Svineproduktion
- 2016-2020: Bestyrelsesmedlem og formand i SAGRO
- 2017-2020: Bestyrelsesmedlem i DanBred P/S
- 2017-2021: Medlem af primærbestyrelsen for Landbrug & Fødevarer